# Una maid en Paitilla
Una maid en Paitilla es una telenovela panameña, producida por TVN, en 2015. Está protagonizada por Norkys Batista y Argimiro Armuelles, con Sheldry Sáez, Nathalie Harris y Andrea Pérez, con la participación antagónica de Angie Cabrera y Ricardo Martino. Consta de 36 episodios.

## Sinopsis
Yoana Franco (Norkys Batista) es una hermosa joven interiorana, que vive junto con su tía Beatriz (Nilena Zisopulos) y su novio Jacobo (Rogelio Santamaría). Tras la muerte de uno de sus tíos, se entera de que "Las Rosas", el lugar donde tiene sus negocios junto con muchas otras personas, fue vendido a la constructora de Antonio Espinoza (Ricardo Martino) y piensan desalojarlos lo más pronto posible.
Yoana, preocupada por su futuro y el de su pueblo, viaja a Ciudad de Panamá, para reclamarle a Espinoza sobre lo que piensa hacer. En la capital, le pasan una serie de situaciones que la llevan a toparse con Daniel (Argimiro Armuelles), un atractivo joven el cual le hace una jugada pesada, y ella decepcionada, lo termina odiando.
A Yoana se le presenta una oportunidad cuando se entera de que en el apartamento de los Espinoza, necesitan una mujer que se encargue de la limpieza y la cocina del lugar. Ella se ofrece ante don Antonio, pero lo que no se imagina es que el joven que le hizo pasar un mal rato, es hijo de don Antonio, y ella tendrá que convivir por largos días con el. 
Yoana y Daniel se enamoran, e intentan vivir un tormentoso romance donde los padres de Daniel, su esposa, Verónica (Angie Vergara), se oponen rotundamente. Además de encontrarse con una vieja enemiga, Lola Cardona (Andrea Pérez), una guapa y sensual mujer, de la cual tiene un conflicto amoroso, causado por Jacobo. Aun así cuenta con el apoyo de la adorable pero tímida monjita, Bernardina (Sheldry Sáez) que sufre de narcolepsia y es el interés amoroso de los desordenados hermanos Trujillo, y Tomasa (Nathalie Harris), una mujer agradable y divertida, que son otras maids que trabajan en el mismo edificio, y a las que también le ocurren situaciones muy peculiares.

## Reparto
- Norkys Batista — Yoana Franco[2][3]
- Sheldry Sáez — Bernardina García
- Argimiro Armuelles — Daniel Espinoza Díaz
- Nathalie Harris — Tomasa Fernández
- Andrea Pérez  — Lola Cardona
- Angie Cabrera — Verónica
- Augusto Pozo — Pablo Trujillo Gómez
- Domil Leira — Eduardo Trujillo Gómez
- Rafael Romero — Salvador Trujillo Gómez
- Fabiola Sánchez — Lina Marcela Gómez Vda. de Trujillo
- Jesús Santizo — Fausto
- Ricardo Martino — Antonio Espinoza
- Rossana Uribe — Emma Díaz Cifuentes de Espinoza
- Martín Peyrou — Pedro Ruíz
- Masha Armuelles — Amelia Cifuentes Vda. de Díaz
- Rogelio Bustamante — Jacobo Gutiérrez
- Nilena Zisopulos — Beatriz Franco
- Alejandra Araúz — Julieta Espinoza Díaz
- José Carranza — Padre Abelardo
- Any Tovar — Madre Superiora
- Ma. del Pilar Carrizo — Valeria Ruíz
- Agustín Concálvez — Kenny
- Dayra Torres — Secretaria de Don Antonio
- Adriana Pietro — Ambar